# Pittosporum arborescens
Pittosporum arborescens är en tvåhjärtbladig växtart som beskrevs av Rich och Asa Gray. Pittosporum arborescens ingår i släktet Pittosporum och familjen Pittosporaceae. Inga underarter finns listade.